# Скіту-Дука
Скіту-Дука (рум. Schitu Duca) — село у повіті Ясси в Румунії. Входить до складу комуни Скіту-Дука.
Село розташоване на відстані 316 км на північний схід від Бухареста, 19 км на південний схід від Ясс.

## Населення
За даними перепису населення 2002 року у селі проживали 518 осіб, з них 514 осіб (99,2%) румунів. Рідною мовою 514 осіб (99,2%) назвали румунську.